# Forez-streepvaren
De Forez-streepvaren (Asplenium foreziense) is een varen uit de streepvarenfamilie (Aspleniaceae). Het is een soort van silicaatrijke, rotsige bodem, die heel zelden in België en Nederland te vinden is.

## Naamgeving enetymologie
- Synoniem: Asplenium foresiense Le Grand, Asplenium foresiacum (Le Grand) Christ
- Duits: Französischer Streifenfarn
- Frans: Doradille du Forez

De botanische naam Asplenium is afgeleid van Oudgrieks ἄσπληνον, asplēnon (= miltkruid). De soortaanduiding foreziense verwijst naar de streek Forez in het Franse departement Loire.

## Kenmerken
De Forez-streepvaren is een tot 30 cm grote, altijdgroene terrestrische varen (hemikryptofyt) met in bundels geplaatste bladstelen, die onderaan bruin en naar boven toe groengekleurd zijn.
De bladen zijn langer dan de steel, eenvormig, de bladschijf lancetvormig, naar de voet toe slechts weinig versmald, twee- tot driemaal gedeeld, glad en lichtgroen gekleurd. De blaadjes van tweede orde zijn alternerend langs de steel geplaatst, de onderste blaadjes staan in een stompe hoek ten opzichte van de steel en zijn dikwijls naar binnen gebogen. De bladranden zijn ruw gezaagd, en aan de top kort genaald.
De sporenhoopjes zijn streepvormig en liggen alleen of in kleine hoopjes tussen de nerven en de bladrand aan de onderzijde van het blad. De sporen zijn rijp van juli tot september.

## Habitat
De Forez-streepvaren komt voor op silicaatrijke rotsen, op beschaduwde en vochtige plaatsen. Ook soms op vochtige muren en kademuren.

## Voorkomen
De Forez-streepvaren is verspreid van Zuidwest-Europa tot Noord-Afrika. Noordelijk komt ze voor tot in Auvergne, de Vogezen en de Elzas, heel zelden tot in België en Nederland.
In Nederland is de soort bekend van een kademuur aan het Eindhovens Kanaal, in België werd ze in de 19e eeuw gevonden in Brabant.
Verder zijn er vondsten bekend uit Rijnland-Palts en uit Zwitserland, waar het neofyten betreft.

## Verwante en gelijkende soorten
Verwarring is mogelijk met de genaalde streepvaren (Asplenium fontanum), de lancetvormige streepvaren (Asplenium billotii), Asplenium obovatum, Asplenium jahandiezii en met Woodsia alpina. De Forez-streepvaren is echter in het algemeen groter, heeft teruggeslagen onderste deelblaadjes, grof gezaagde bladslipjes en streepvormige sporenhoopjes. Verder is het een van de weinige streepvarens die kalk mijdt.

## Zeldzaamheid en bescherming
De Forez-streepvaren wordt in Vlaanderen en Nederland niet vermeld op de rode lijsten, maar wel op de Waalse Rode Lijst van planten als 'uitgestorven'.